# Peparet
Segons la mitologia grega, Peparet (en grec antic: Πεπάρηθος) era un heroi, fill de Dionís i Ariadna. Tenia per germans Toant, Estàfil i Enopió.
Va donar el seu nom a l'illa de Peparetos.